# André Rieu
André Rieu (Maastricht, Países Bajos 1 de octubre de 1949) es un violinista, director de orquesta y compositor neerlandés.

## Biografía
Inició su carrera musical siendo niño y perteneció a diversas orquestas hasta que en 1987 fundó la propia, con el nombre neerlandés de "Johann Strauss Orkest" y a partir del año siguiente empezó su fulgurante carrera de éxitos por todo el mundo, comenzando por su propia patria, y convirtiéndose en una de las grandes estrellas de la música al nivel de los más prestigiosos artistas de pop o de rock, al tiempo que ganó multitud de adeptos y aficionados a su música.
Con su característico estilo de difundir la música clásica, que anteriormente parecía reservada a las clases de élite o acomodadas, André Rieu decidió ponerla al servicio de un público joven y en aquellos lugares que dichos jóvenes suelen frecuentar, bien sean de ocio o culturales, tales como plazas públicas y estadios deportivos. Y lo consiguió con gran éxito, pues ganó diversos premios como el Top 10 o el Top 100, este último ostentando un número uno.
En sus propias palabras:
"Pero no sólo mi corazón de músico está en Maastricht. También como persona, como esposo, como padre me siento aquí en casa. Estoy casado con una persona a la que ya conocéis: “Marjorie Kochmann, Mestreechs Meitske” (una chica de Maastricht) y mis dos hijos han nacido aquí. Tenemos una vida de lo más normal, a pesar de la agitación que a veces conlleva la vida de artistas. Cuando paseo por la ciudad, me saludan con un “Ha jong, hoofste neet te wèrreke vandaog?” (¡Eh, chico! ¿Es que no trabajas hoy?) ¡Me encanta! Ni me piden autógrafos, ni fotos, ¡así es la gente de Maastricht! Pero hay algo que sí hacen, y me siento a veces muy cohibido. Me lanzan aquel piropo que sólo la gente de Maastricht sabe decir así: 'Sjiek jong, totste eine vaan us bis!' (¡Fantástico, chico, que seas uno de nosotros!). Entonces me saltan las lágrimas y me siento súper orgulloso."
El violín que utiliza en la actualidad es un Stradivarius, construido en 1667.

## La Orquesta Johann Strauss
La Orquesta comenzó en 1987 con 12 miembros, y dio su primer concierto el 1 de enero de 1988. A lo largo de los años se ha expandido extraordinariamente, contando actualmente con entre 80 y 150 músicos.
Rieu y su orquesta se han presentado en toda Europa, América del Norte y del Sur, Japón y Australia.
El tamaño y los ingresos de sus recorridos solo rivalizan con los mayores actos de música pop y rock. En 2008, la extravagante gira de Rieu incluyó una reproducción en tamaño completo del Castillo de la Emperatriz Sissi, el mayor escenario de la historia.
Rieu graba su repertorio tanto en DVD como en CD en sus propios estudios en Maastricht, en una amplia gama de música clásica, popular y folklórica, así como música temática de bandas sonoras conocidas y teatro musical. Sus animadas presentaciones orquestales, en tándem con un marketing eficaz, han atraído a audiencias de todo el mundo a este subgénero emergente de música clásica.
Además de dos premios de la música del mundo, las grabaciones de Rieu han ganado discos de oro y platino en muchos países, destacando en los Países Bajos, donde obtuvo 8 veces el disco de platino.
La televisión es también un punto importante para Rieu y su orquesta. Sus conciertos anuales de Año Nuevo de Viena se han convertido en una tradición de vacaciones en las estaciones de radiodifusión públicas. Durante dos semanas en 2013, uno de los canales del grupo BSkyB, Sky Arts 2 en el Reino Unido, fue renombrado como "Sky Arts Rieu". Entre el 30 de marzo y el 14 de abril de 2013 Sky Arts Rieu retransmitió conciertos y documentales de Rieu 24 horas al día. En 2018, en Argentina llenó 6 estadios Luna Park.

## Premios y distinciones

### Premios
- Edison Publieksprijs (1995)
- Goldene Europa (1997)
- Premio Goldene Stimmgabel (Alemania, 1998 - 2003 - 2005)
- ECHO award (1999)
- Goldene Henne (2001)
- Premio Gramophone (2010)[5]

## Honores
| País | Date | Distinción                                                                          | Listón | Notas  |
| --- | ---- | ----------------------------------------------------------------------------------- | ------ | ------ |
| Reino de los Países Bajos | 2002 | Caballero de la Orden del León Neerlandés                                           |        | [ 6 ]  |
| Provincia de Limburgo, Reino de los Países Bajos                                                                                                   | 2009 | Medalla de honor de la Provincia de Limburgo                                        |        | [ 6 ]  |
| República Francesa | 2009 | Caballero de la Orden de las Artes y las Letras                                     |        | [ 6 ]  |
| Ciudad de Maastricht, Reino de los Países Bajos | 2010 | Medalla de honor de la Ciudad de Maastricht                                         |        | [ 7 ]  |
| Autoridad de Medios de Comunicación de Renania del Norte-Westfalia, el Instituto Europeo de Medios de Comunicación (EIM) y la ciudad de Aquisgrán. | 2010 | Medalla de honor de Carlomagno para los Medios Europeos                             |        | [ 5 ]  |
| República de Austria | 2011 | Gran Condecoración de Honor en Oro de la Orden al Mérito de la República de Austria |        | [ 7 ]  |
| Reino de Baréin | 2023 | Orden de Baréin - Primera Clase                                                     |        | [ 9 ]  |
| República de Chile | 2024 | Pablo Neruda Order of Artistic and Cultural Merit                                   |        | [ 10 ] |

## Discografía
- Voilà! The Music of André Rieu (2024)
- Little Drummer Boy (2023)
- Jewels of Romance (2023)
- Silver Bells (2022)
- Happy Together (2021)
- Le Premier Noel (2020)
- Jolly Holiday (2020)
- Happy Days (2019)
- Romantic Moments II (2018)
- Merry Christmas By Andre Rieu (2018)
- Amore (2017)
- Falling in Love (2016)
- Viva Olympia (Live) (2016)
- Magie de la valse (2016)
- Roman Holiday (2015)
- Magic Of The Violin (2015)
- Magic of The Musicals (2014)
- Love in Venice (noviembre de 2014)
- Les mélodies du bonheur (mayo de 2014)
- Love Letters (febrero de 2014)
- André Rieu Celebrates ABBA - Music of the Night (2013)
- Nuits magiques (noviembre de 2013)
- In Love With Maastricht - A Tribute To My Hometown (2013)
- Rieu Royale (International Version) (2013)
- Live in Maastricht VI (octubre de 2013) – 25th anniversary
- Home for Christmas (11 de diciembre de 2012)
- Live in Brazil (2012)
- December Lights (2012)
- And the Waltz Goes On (2011)
- The Christmas I Love (2011)
- Hits & Evergreens (Classical Choice) (2011)
- Dansez Maintenant (2011)
- Wiener Festwalzer (2011)
- Moonlight Serenade (noviembre de 2010) – Australian Albums: n.º 17
- Live in Maastricht IV (septiembre de 2010)
- My African Dream (agosto de 2010)
- Singing and Dancing (Live) (2010)
- Singalong with Andre Rieu (Live) (2010)
- You Raise Me Up – Songs for Mum (mayo de 2010) – Australian Albums: n.º 8
- Forever Vienna (2009) - UK: #2, IRE: #4
- The Best of André Rieu (2009) – Australian Albums: #23
- Live in Vienna (2009)
- Live in Dublin (2009)
- Live in Dresden (The Wedding At The Opera) (2009)
- Live At Radio City (2009)
- Dreaming (2009)
- At The Movies (2009)
- You'll Never Walk Alone (2009) – Australian Albums: #2
- Live in Australia (2008) – Australian Albums: #14
- Waltzing Matilda (2008) – Australian Albums: #1
- Dancing Through The Skies (2008)
- Happiness - The Music Of Joy (Silver Memories) (2008)
- 100 Greatest Moments (2008)
- The 100 Most Beautiful Melodies (2008) – Australian Albums: #2
- Live In Dresden: The Wedding at the Opera (2008)
- Andre Rieu in Wonderland (2007)
- Masterpieces (2007) – Australian Albums: #9
- In Wonderland (2007)
- Live in Vienna (2007)
- Auf Schönbrunn (2006)
- The Homecoming (2006)
- Christmas Around the World (2005)
- New York Memories (2006)
- Songs from My Heart (2005)
- Weichnachten rund um die Welt (2005)
- Tuscany (2004)
- The Flying Dutchman (2004)
- New Year's Eve in Vienna (2003)
- André Rieu at the Movies (2003)
- Live in Dublin (2003)
- Romantic Paradise (2003)
- Maastricht Salon Orkest – Serenata (2003)
- Love Around the World (2002)
- Dreaming (2002)
- Walzertraum (2002)
- Live at the Royal Albert Hall (2001)
- Musik Zum Träumen (2001)
- La Vie Est Belle (2000)
- Fiesta! (1999)
- 100 Years of Strauss (1999)
- Romantic Moments (1998)
- Waltzes (1998, reeditado en noviembre de 1999)
- The Christmas I Love (1997)
- The Vienna I Love (1997)
- In Concert (1996)
- Strauss gala (1995)
- Live (1995)
- Vrijthofconcert (1995)
- Het Beste Van Andre Rieu (1995)
- Hieringe biete 1 & 2 (1995)
- Strauss & Co (1994)
- Hieringe biete (1993)
- D'n Blauwen Aovond (1992)
- Merry Christmas (1992)
- In a persian market(2004)

## Taquilla cine conciertos
André Rieu estrena para cines una media de dos conciertos al año desde 2011, se proyecta en numerosos países llegando a una taquilla global de 70 millones de USD.
| Título                                                          | Año  | Taquilla UK (libras esterlinas) | Taquilla Mundial |
| --------------------------------------------------------------- | ---- | ------------------------------- | ---------------- |
| André Rieu's 2011 Maastricht Concert                            | 2011 | s.d.                            | s.d.             |
| André Rieu's 2012 Maastricht Concert                            | 2012 | s.d.                            | 481 000          |
| André Rieu's 2013 Maastricht Concert                            | 2013 | 448 786                         | 1 500 000        |
| André Rieu's 2014 Maastricht Concert                            | 2014 | 830 586                         | 2 190 155        |
| André Rieu's 2015 Maastricht Concert                            | 2015 | 1 107 000                       | 2 862 599        |
| André Rieu's 2016 Maastricht Concert                            | 2016 | 1 414 017                       | 3 220 727        |
| André Rieu's 2017 Maastricht Concert                            | 2017 | 1 439 604                       | 3 097 621        |
| André Rieu's 2018 Maastricht Concert: Amore, My Tribute to Love | 2018 | 1 486 528                       | 3 869 719        |
| André Rieu's 2019 New Year Concert from Sydney                  | 2019 | 1 745 941                       | 2 806 203        |
| André Rieu's 2019 Maastricht Concert: Shall we dance?           | 2019 | 1 492 154                       | 3 495 372        |
| André Rieu: 70 years young                                      | 2020 | 1 717 074                       | 3 788 405        |
| André Rieu's Magical Maastricht: Together In Music              | 2020 | 124 101                         | s.d.             |
| Andre Rieu’s 2021 Summer Concert: Together Again                | 2021 | 499 030                         | 112 600          |
| Christmats with André                                           | 2021 | 693 676                         | 1 559 304        |
| Andre Rieu’s 2022 Maastricht Summer Concert                     | 2022 | 816 375                         | 1 999 998        |
| Andre Rieu live in Dublin                                       | 2023 | 715 987                         | 1 999 998        |
| Andre Rieu’s 2023 Maastricht Concert: Love Is All Around        | 2023 | 776 085                         |                  |
| Andre Rieu’s White Christmas                                    | 2023 | 1000 000                        |                  |